# Marcel Domergue
Pour les articles homonymes, voir Domergue.
Marcel Domergue, né le 16 novembre 1901 à Port-Saïd (Égypte) et mort le 25 mars 1969 à Mandelieu-la-Napoule (Alpes-Maritimes), est un footballeur international français qui évoluait au poste de demi-centre. 
Il est sélectionné à 20 reprises en équipe de France de 1922 à 1928 et dispute en particulier les Jeux olympiques de 1924 et de 1928.

## Biographie

### Carrière sportive
Marcel Domergue commence à jouer au football enfant, d'abord au sein de l'équipe de son école au Caire, puis à Alexandrie, en Égypte. 
C'est en venant poursuivre ses études en France, à Paris, qu'il entame une carrière de footballeur amateur, d'abord au sein de l’équipe de l'École des Travaux Publics, puis possiblement de l'AS française (club qui atteint en 1920-1921 les huitièmes de finale de la Coupe de France).  
Polyvalent, Marcel Domergue est capable d'occuper les positions d'arrière (défenseur) et demi-centre et demi-gauche (milieu de terrain). C'est un joueur décrit comme élégant, endurant, bon technicien et joueur de tête. 
En 1921, il est recruté par le Club athlétique des sports généraux (club né de la Société générale) où il devient rapidement titulaire, généralement au poste de demi-centre, et connaît en fin de saison une première sélection en équipe de France. Affecté pour son service militaire au service météorologique de l’école Saint-Cyr, il est ensuite envoyé à Tours puis à Istres. 
En 1923-1924, il rejoint le FC Cette, l'un des principaux clubs du pays, avec lequel il dispute la finale de la Coupe de France, perdue face à l'Olympique de Marseille après prolongation (2-3), et devient un appelé régulier en équipe de France. 
En 1924, après les Jeux olympiques, il signe un contrat au SC Nîmes sans avoir l'accord du club sétois. Ne disposant dès lors que d'une licence « B », il est cantonné en équipe réserve, jusqu’à obtenir une dérogation en avril 1925. Dès le mois suivant, il fait son retour en équipe de France. La saison suivante, il dispose d'une licence A et devient capitaine de l’équipe nîmoise.
En 1926 il signe au Red Star Olympique, à Paris. Ce transfert est au départ refusé par la Fédération française de football car le SC Nîmes refuse de le laisser partir. Domergue refuse toute sélection en équipe nationale durant la saison 1926-1927. Il semble finalement que le Red Star ait du verser une somme d'argent au SC Nîmes pour résoudre le conflit.
Avec le Red Star, Marcel Domergue remporte la Coupe de France en 1928, son premier et unique titre national, en l'emportant face au CA Paris en finale (3-1). Capitaine de l'équipe, il reçoit le trophée des mains du président d'alors Gaston Doumergue,. 
Le 10 février 1929, il a la jambe brisée (tibia et péroné) lors d'un match du Red Star contre les Sports généraux. Malgré une longue rééducation et plusieurs opérations, il ne parvient jamais à rejouer, et souffrira toute sa vie de sa blessure. Il n'a alors que 27 ans. Au moins deux matchs de gala sont organisés à son bénéfice, en 1929 et 1931. En 1931, il ne peut apparemment toujours pas marcher sans béquilles.

### En équipe nationale
Entre avril 1922 (défaite 0 à 4 à domicile contre l'Espagne) et mai 1928, Marcel Domergue a joué 20 matchs nationaux pour la France. S'il n'a jamais marqué de but, il a conduit les Bleus comme capitaine lors de trois rencontres. Il dispute notamment les matchs lors des Jeux olympiques à Paris en 1924 (7 à 0 contre la Lituanie et 1 à 5 contre l'Uruguay, futur vainqueur) et à Amsterdam en 1928 (3 à 4 contre l'Italie). Le match contre l'Italie est son dernier avec l'équipe nationale.
Il a en plus joué, entre autres, trois fois contre l'Angleterre (1924, 1925, 1928) et trois fois contre des pays germanophones, à savoir l'Autriche (1 à 4 en mai 1926) et la Suisse (1 à 0 en avril 1926, 3 à 4 en mars 1928),.

### Reconversion
Marcel Domergue se reconvertit dans le tourisme aérien. En octobre 1936, il se marie à la fille d'un riche antiquaire égyptien, Alice Nahman. Ils ont un enfant, Fabien, né en 1944. Après la Seconde guerre mondiale et le décès de son beau père, Marcel Domergue travaille comme courtier en bijoux. Dans les années 1960, il possède une galerie d'antiquités à Deauville. 
Peu de temps après, le 25 mars 1969, il se jette sous un train à Mandelieu-la-Napoule, près d'Antibes,. Il est enterré à Deauville.
Deux stades au moins portent le nom « Marcel Domergue » en France, à Cannes et Mireval, près de Sète, mais dans les deux cas il apparaît qu'il s'agit d'homonymes.

## Palmarès
En club
- Vainqueur de la Coupe de France : 1928 (Red Star)
  - Finaliste en 1924 (FC Cette)
- Vainqueur de la Coupe de Paris : 1922 (CASG)
- Champion de la Ligue du Sud-Est : 1924 (FC Cette)
  - Vice-champion en 1925 (SC nîmois)
- Vice-champion de la Ligue de Paris : 1928, 1929 (Red Star)

En sélection
- Deux participations aux Jeux olympiques (1924 et 1928)
- 20 sélections en équipe de France A (1922-1928)
- Une sélection en équipe de France militaire (1923)

## Sources
- Denis Chaumier : Les Bleus. Tous les joueurs de l’équipe de France de 1904 à nos jours. Larousse, o.O. 2004,  (ISBN 2-03-505420-6)
- Yves Dupont : La Mecque du football ou Mémoires d'un Dauphin. Compte d'auteur, Sète 1973
- L'Équipe/Gérard Ejnès : La belle histoire. L’équipe de France de football. L’Équipe, Issy-les-Moulineaux 2004,  (ISBN 2-03-505420-6)
- L’Équipe/Gérard Ejnès : Coupe de France. La folle épopée. L’Équipe, Issy-les-Moulineaux 2007,  (ISBN 978-2-915-53562-4)
- François de Montvalon/Frédéric Lombard/Joël Simon : Red Star. Histoires d’un siècle. Club du Red Star, Paris 1999,  (ISBN 2-95125-620-5)
- Alfred Wahl/Pierre Lanfranchi : Les footballeurs professionnels des années trente à nos jours. Hachette, Paris 1995,  (ISBN 978-2-0123-5098-4)